# (6047) 1991 TB1
(6047) 1991 TB1 es un asteroide que forma parte de los asteroides Apolo descubierto el 10 de octubre de 1991 por Perry Rose desde el Observatorio del Monte Palomar, Estados Unidos.

## Designación y nombre
Designado provisionalmente como 1991 TB1. 

## Características orbitales
1991 TB1 está situado a una distancia media del Sol de 1,454 ua, pudiendo alejarse hasta 1,966 ua y acercarse hasta ,9421 ua. Su excentricidad es 0,352 y la inclinación orbital 23,47 grados. Emplea 640,655 días en completar una órbita alrededor del Sol.

## Características físicas
La magnitud absoluta de 1991 TB1 es 17,8. Está asignado al tipo espectral S según la clasificación SMASSII.